# Leptophiloscia javana
Leptophiloscia javana är en kräftdjursart som beskrevs av Johann Moritz David Herold 1931. Leptophiloscia javana ingår i släktet Leptophiloscia och familjen Philosciidae. Inga underarter finns listade i Catalogue of Life.